# Српска архитектура
Српска архитектура обухвата архитектонско стваралаштво и наслеђе на територији данашње Републике Србије и на просторима где је српски народ историјски живео и остављао трагове своје градитељске делатности, од средњег века до савременог доба. Карактерише је прожимање утицаја византијске, романичке, готичке, исламске (османске), ренесансне, барокне, као и модерних и савремених архитектонских праваца, уз развој аутентичних стилских израза, посебно у средњовековној сакралној архитектури.

## Средњовековна архитектура
Српска архитектура у средњем веку доживела је велики успон, посебно у периоду династије Немањића (XII–XIV век) и Српске деспотовине (XV век). Најзначајнија остварења везана су за сакралну архитектуру (манастири и цркве) и фортификациону архитектуру.

### Предроманички и рани романички утицаји (IX–XII век)
Из периода пре XII века сачувано је релативно мало значајнијих архитектонских споменика. Најзначајнији пример предроманичке архитектуре је Петрова црква код Новог Пазара, која потиче из IX-X века, са основом у облику ротонде са уписаним четворолистом и куполом, што указује на утицаје рановизантијске и предроманичке традиције. Утицаји романике, пре свега из приморских градова Далмације и Италије, почињу да се осећају крајем овог периода.

### Рашки стил(Рашка школа) (крај XII – крај XIII века)
Рашки стил, назван по области Рашка где је била језгро српске државе Стефана Немање, доминира од око 1170. до краја XIII века. Представља оригинални домет српских архитеката који су комбиновали византијску просторну концепцију са западно-романичким елементима у спољној обради и декорацији. Карактеристике:
- Основа цркве је најчешће једнобродна са једном куполом која се уздиже изнад централног простора.
- Спољна обрада је од тесаног камена, често белог мермера (нпр. Студеница).
- Присутни су романички елементи: полукружни лукови, слепе аркаде, карактеристични портали и прозори (бифоре, трифоре), као и декоративна камена пластика са мотивима преплета, биљних орнамената и фигуралних представа (грифони, лавови).
- Унутрашњост је била осликана фрескама византијског стила.

Најзначајнији споменици Рашке школе су: Ђурђеви ступови (око 1170), Студеница (Богородичина црква, око 1190), Жича (почетак XIII века), Милешева (око 1234), Сопоћани (око 1260), Градац (око 1275), црква Светог Ахилија у Ариљу (око 1296).

### Српско-византијски стил(Вардарски стил) (крај XIII – крај XIV века)
Овај стил се развија под директнијим утицајем византијске архитектуре из доба Палеолога, након ширења српске државе на југ. Карактеристике:
- Основа у облику уписаног крста, често са пет купола (једна централна, већа, и четири мање на угловима).
- Фасаде су зидане смењивањем редова камена и опеке (тзв. клоазон техника), што доприноси полихромији и декоративности.
- Употреба керамопластичне декорације (украсни елементи од печене глине уметнути у фасаду).
- Утицај Ренесансе Палеолога видљив је и у пропорцијама и тежњи ка висини.

Најрепрезентативнији споменици овог стила су: Хиландар (Милутинова обнова цркве Ваведења Богородице), Богородица Љевишка у Призрену (обновљена око 1307–1313), Старо Нагоричино (око 1313), Грачаница (завршена око 1321), Краљева црква у Студеници (1313–1314), Пећка патријаршија (припрата и црква Богородице Одигитрије), Лесновски манастир. Посебан случај представља Манастир Високи Дечани (1327–1335), који спаја романичку спољашњост (дело мајстора Фра Вите из Котора) са готичким елементима и византијском унутрашњом структуром и фрескописом.

### Моравска школа(крај XIV – средина XV века)
Након Косовске битке, у периоду Српске деспотовине, у долини Велике Мораве и њених притока развија се последњи аутентични стил српске средњовековне архитектуре, често називан и Моравском школом. Настао је за време кнеза Лазара, деспота Стефана и деспота Ђурђа. Одлике:
- Основа цркве је најчешће у облику развијеног триконхоса (тролиста), са једном или пет купола.
- Изузетно богата декоративна камена пластика на фасадама: преплети, розете, флорални и зооморфни мотиви (птице, змајеви), понекад и фигуралне представе. Украси су често концентрисани око портала, прозора и на розетама.
- Употреба полихромије на фасадама, постигнута смењивањем камена различитих боја, опеке и употребом бојеног малтера.
- Елегантне пропорције и тежња ка висини.

Најзначајнији споменици Моравске школе су: Раваница (задужбина кнеза Лазара, око 1375–1377), Лазарица у Крушевцу (око 1377–1388), Љубостиња, Каленић (сматра се једним од најлепших примера), Манасија (Ресава) (задужбина деспота Стефана Лазаревића, са моћним утврђењем).

### Фортификациона архитектура у средњем веку
Упоредо са сакралном архитектуром, у средњовековној Србији развијала се и фортификациона архитектура. Подизана су утврђења ради одбране територије, градова, важних путева и манастира.
- У доба Немањића граде се јаке тврђаве са масивним бедемима и кулама (нпр. Маглич, Звечан, Ужички град).
- Врхунац фортификационе архитектуре достигнут је у периоду Српске деспотовине, услед сталне опасности од османских освајања и прилагођавања употреби ватреног оружја. Тада настају моћне тврђаве попут Београдске тврђаве (значајно проширена у време деспота Стефана Лазаревића), Смедеревске тврђаве (подигнута под деспотом Ђурђем Бранковићем као нова престоница), и Голубачке тврђаве на Дунаву.[3]

Многи манастири, попут Манасије, такође су били опасани јаким бедемима и одбрамбеним кулама.
Цркве које су настајале под турском влашћу биле су знатно скромнијих димензија и често су грађене од дрвета (цркве брвнаре), као што је Покајница.

## Архитектура новог века (од османског периода до почетка XX века)

### Архитектура у периоду османске владавине (XV–XVIII век)
Након пада српских средњовековних држава под османску власт, градитељска активност у домену монументалне црквене архитектуре значајно опада. Нове цркве су ретко подизане, а и тада су биле скромнијих димензија и често укопане у земљу како не би привлачиле пажњу. Ипак, обнова Пећке патријаршије 1557. године довела је до краткотрајног оживљавања градитељске делатности у црквеној уметности.
У градовима се развија исламска архитектура – подижу се џамије (нпр. Бајракли џамија у Београду, Алтун-алем џамија у Новом Пазару), хамами, каравансараји, медресе, сахат-куле.
У народном градитељству доминира балкански стил, са кућама од дрвета, блата или камена, прилагођеним локалним условима и традицији. Посебан значај имају цркве брвнаре, које су често биле једини облик сакралне архитектуре доступан хришћанском становништву. Црква брвнара Покајница, коју је подигао Вујица Вулићевић 1818. године, представља каснији, али значајан пример овог типа градње.

### Барок код Срба(XVIII век)
У XVIII веку, на територији Војводине, која је била под влашћу Хабзбуршке монархије, развија се барокна архитектура под утицајем средњоевропског барока. Подижу се репрезентативне цркве и јавне зграде у градовима попут Сремских Карловаца (Саборна црква, Патријаршијски двор, Карловачка гимназија), Новог Сада (Владичански двор, Успенска црква, Николајевска црква) и других војвођанских места.

### Архитектура у обновљеној Србији (XIX век)
Након стицања аутономије и касније независности, у Кнежевини и Краљевини Србији долази до интензивне градитељске активности. У почетку преовлађује утицај традиционалне балканске архитектуре, али се убрзо прихватају европски стилови.
- Класицизам и романтизам: У првој половини и средином XIX века, утицаји класицизма и романтизма видљиви су на многим јавним и приватним грађевинама.
- Историцизам (неоренесанса, необарок, неороманика): У другој половини XIX века доминирају историцистички стилови. Значајни архитекти овог периода су Чех Јан Неволе, Александар Бугарски, Андрија Вуковић, Коста Шрепловић, Константин А. Јовановић (нпр. зграда Народне банке), Јован Илкић (нпр. Дом Народне скупштине, Хотел Москва) и Светозар Ивачковић.
- Покушаји стварања националног стила: Крајем XIX и почетком XX века јавља се тежња ка стварању аутентичног националног архитектонског израза, инспирисаног српском средњовековном архитектуром (посебно Моравском школом). Овај правац познат је као модерни српско-византијски стил или национални стил.

## Модерна и савремена архитектура (XX и XXI век)

### Сецесијаи рана модерна (почетак XX века)
Почетком XX века, у српску архитектуру продиру утицаји сецесије и ране модерне. Значајни архитекти који су стварали у духу сецесије су Бранко Таназевић (нпр. Стара телефонска централа у Београду) и Никола Несторовић. Зграда Трговачке коморе на углу улице Модене у Новом Саду (данас Градска кућа) убраја се у репрезентативне објекте са елементима ар декоа.

### Међуратна модерна (1918–1941)
Период између два светска рата обележен је доминацијом модерне архитектуре, са утицајима Баухауса, ар декоа и функционализма. Београд постаје центар модерне архитектонске мисли у Краљевини Југославији. Истичу се дела архитеката као што су Милан Злоковић, Бранислав Којић, Драгиша Брашован (нпр. Зграда Команде Ратног ваздухопловства у Земуну), Никола Добровић (нпр. комплекс зграда Генералштаба у Београду, касније остварење), Петар и Бранко Крстић, Момир Коруновић (који је развио специфичан експресионистички израз инспирисан националном традицијом).

### Архитектура након Другог светског рата (социјалистички модернизам и брутализам)
После 1950. године, развој српске (тада југословенске) архитектуре бележи значајне резултате, пратећи међународне токове социјалистичког модернизма и касније брутализма. Изграђени су бројни јавни објекти, стамбена насеља (посебно Нови Београд), спортски објекти, сајамске зграде (нпр. хале Београдског сајма, арх. Милорад Пантовић), музеји (нпр. Музеј савремене уметности на Ушћу, арх. Иван Антић и Иванка Распоповић). Неки од значајних архитеката овог периода су, поред већ поменутих, Богдан Несторовић, Мате Бајлон, Иво Куртовић, Угљеша Богуновић, Богдан Богдановић (познат по споменичкој архитектури), Слободан Јањић, Бранко Пешић (архитекта Београђанке), Александар Ђокић.

### Савремени токови (од краја XX века до данас)
Крајем XX и почетком XXI века, српска архитектура се суочава са изазовима транзиције, али и отвара ка новим глобалним тенденцијама, постмодернизму, деконструктивизму и одрживој градњи. Граде се нови пословни, стамбени и јавни објекти, а врше се и реконструкције постојећих.

### Обнова српско-византијског стила у модерној архитектури
Покрет за обнову националног стила, инспирисаног средњовековном српско-византијском архитектуром, јавља се крајем XIX века и наставља у XX и XXI веку, посебно у сакралној архитектури (нпр. Храм Светог Саве у Београду). Овај стил карактерише употреба мотива и облика из српске средњовековне традиције у савременом архитектонском контексту.

## Галерија
- Стара пошта у Београду, рад арх. Момира Коруновића
- Црква брвнара Покајница (1818)